# Calle de Alcalá

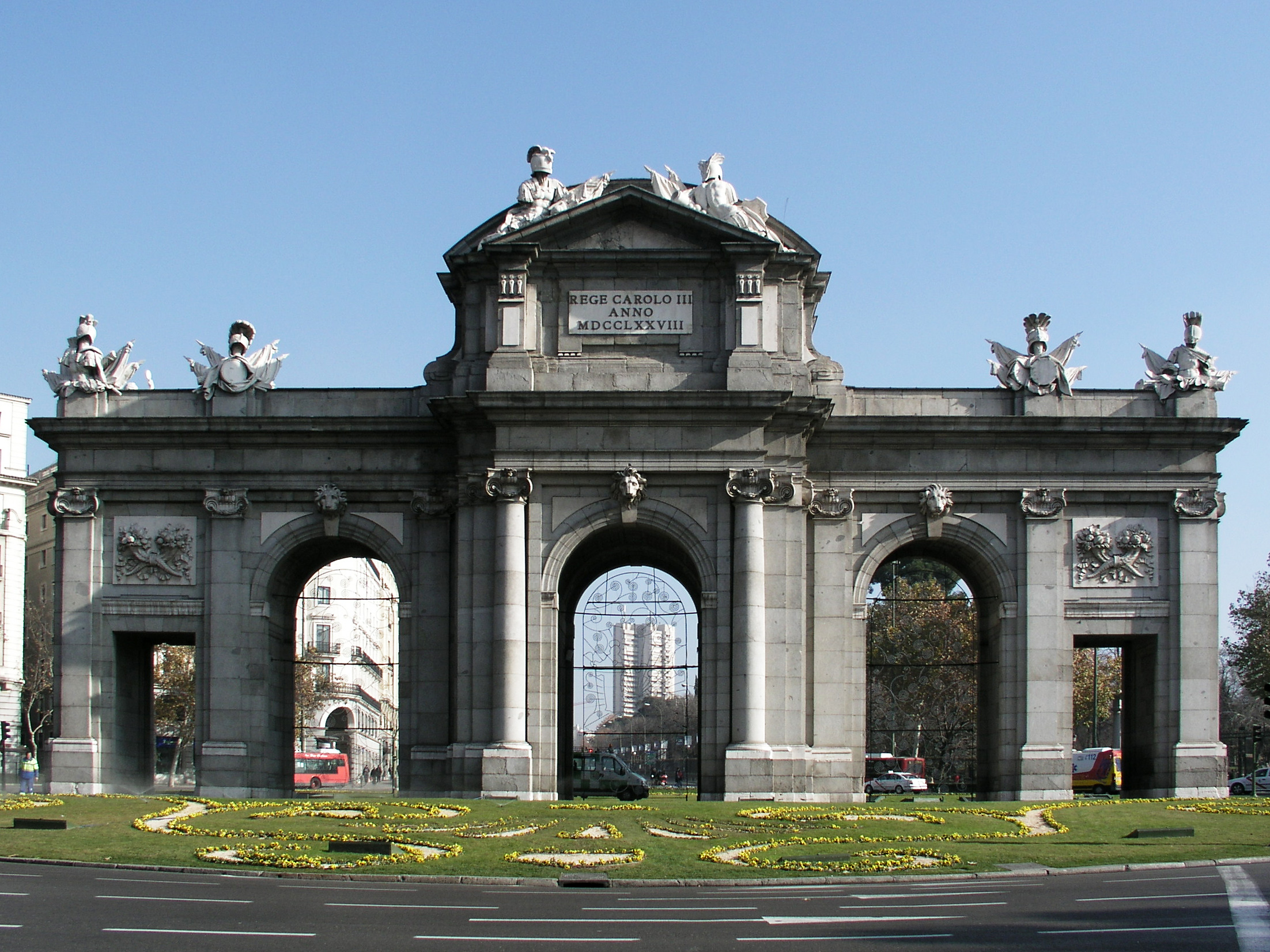
Puerta de Alcala, västra sidan

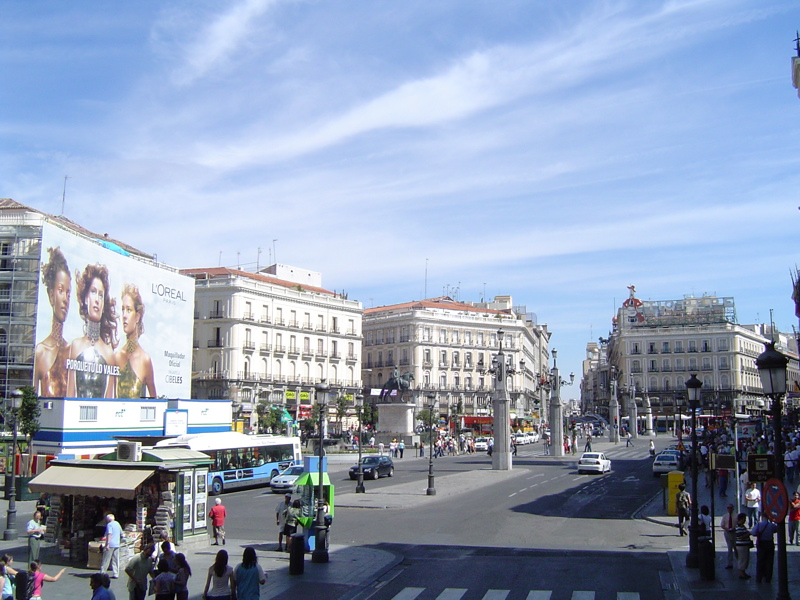
Puerta del Sol, från Calle Mayor

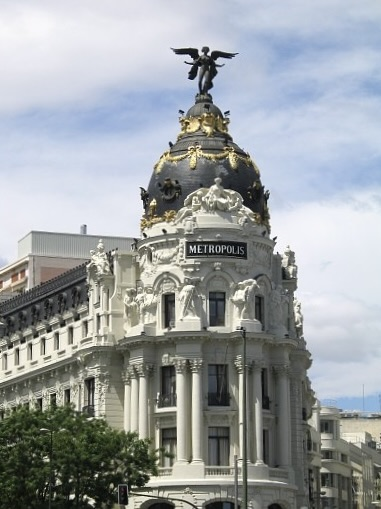
Edificio Metrópoli, korsningen med Gran Vía

Calle Alcalá är en av Madrids viktigaste kommunikationsleder, både vad gäller trafiken och affärsverksamheten.
Gatan börjar vid Puerta del Sol, den teoretiska ”nollpunkten” för alla vägar i Spanien och alla gator i Madrid, för att sluta parallellt med Avenida de América, ända till Avenida de la Hispanidad, i nordöstra gränsen för staden Madrid.

## Sträckning
Calle Alcalá är den längsta gatan i Madrid. På sin första sträckning passerar den många av de mest kända platserna i Madrid, som till exempel Puerta del Sol, Plaza de la Independencia (där Puerta de Alcalá är placerad), Plaza de Cibeles med sin kända fontän. Gatan lämnar de centrala delarna av Madrid och korsar ringleden M-30, den första ringleden runt Madrid, i höjd med den kända tjurfäktningsarenan Las Ventas.
Detta är den mest turistiska och monumentala delen. Affärsverksamheten rör sig kring Alcalás första sträckning, där den går samman med ”calle Goya” vid torget med samma namn och med gatan Doctor Esquerdo vid torget Manuel Becerra.
I en andra sträckning löper gatan genom distrikten Ciudad Lineal och San Blas. Området är i huvudsak bostadsområde, men utan tvekan finns här en stor mängd mindre affärsverksamheter, främst mode, och ett affärscentrum (Alcalá Norte), i korsningen med Calle de Arturo Soria. Denna del slutar genom att gå ihop med (A-2) vid Plaza Eisenhower.